# Johannes Gutenberg
Johannes Gensfleisch della corte di Gutenberg (Johannes Gensfleisch zum Gutenberg) (Magonza, 1400 circa – Magonza, 3 febbraio 1468) è stato un orafo e tipografo tedesco al quale si deve l'inizio della tecnica della stampa moderna in Europa.

## Biografia
Johannes Gutenberg nacque a Magonza dal mercante Friele (Friedrich) Gensfleisch zur Laden, nato intorno al 1350, e da Else Wyrich, che Friedrich aveva sposato in seconde nozze nel 1386. Non si conosce la data certa della nascita di Johannes, ma è citato come maggiorenne in un documento del 1420. Gli studiosi hanno pertanto collocato la sua nascita tra il 1393 e il 1403 (come data simbolica per la nascita di Johannes Gutenberg è stato preso il 1400). 
Il nome "zum Gutenberg" deriva dall'edificio "nella corte Gutenberg" (oggi in Christophstraße 2) in cui la famiglia si trasferì. I Gensfleisch erano una delle famiglie patrizie della città, addetti alla lavorazione del metallo e del conio. Nel 1430 Johannes Gutenberg decise di trasferirsi a Strasburgo per motivi politici, e qui lavorò come apprendista orafo, occupandosi in particolare del conio delle monete.

### LaBibbiae l'invenzione della stampa a caratteri mobili

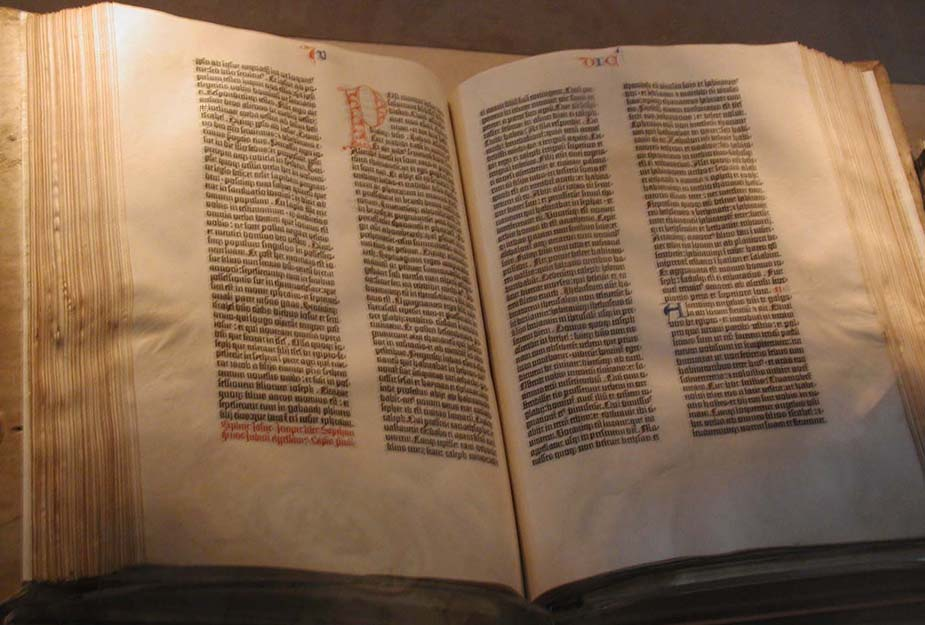
La Bibbia di Gutenberg

Attorno al 1448 Gutenberg ritornò a Magonza, dove nel 1450 costituì una societas con l'orafo Johannes Fust per la produzione di un libro stampato con la nuova tecnica. I due decisero di stampare la Bibbia cristiana (il testo utilizzato fu quello della Vulgata). Fust prestò personalmente a Gutenberg 1600 fiorini olandesi, in due rate da 800 fiorini a distanza di due anni l'una dall'altra. Con tale denaro Gutenberg assunse una ventina di operai (tra fonditori di caratteri, compositori, lavoranti al torchio e correttori) e acquistò i materiali per la stampa. Furono fusi 290 tipi di carattere.
Nel 1449 gli esperimenti di Gutenberg (coadiuvato dall'incisore Peter Schöffer) erano a buon punto; i due erano già in grado di comporre e stampare sia fogli singoli sia libri. La stampa della «Bibbia a 42 linee» in caratteri gotici venne ultimata il 23 febbraio 1455 in "corte Humbrecht" (oggi Schustergasse 20) e il libro fu messo in vendita a Francoforte. L'edizione, con tiratura di 180 copie, suscitò immediato entusiasmo per la qualità tipografica. 

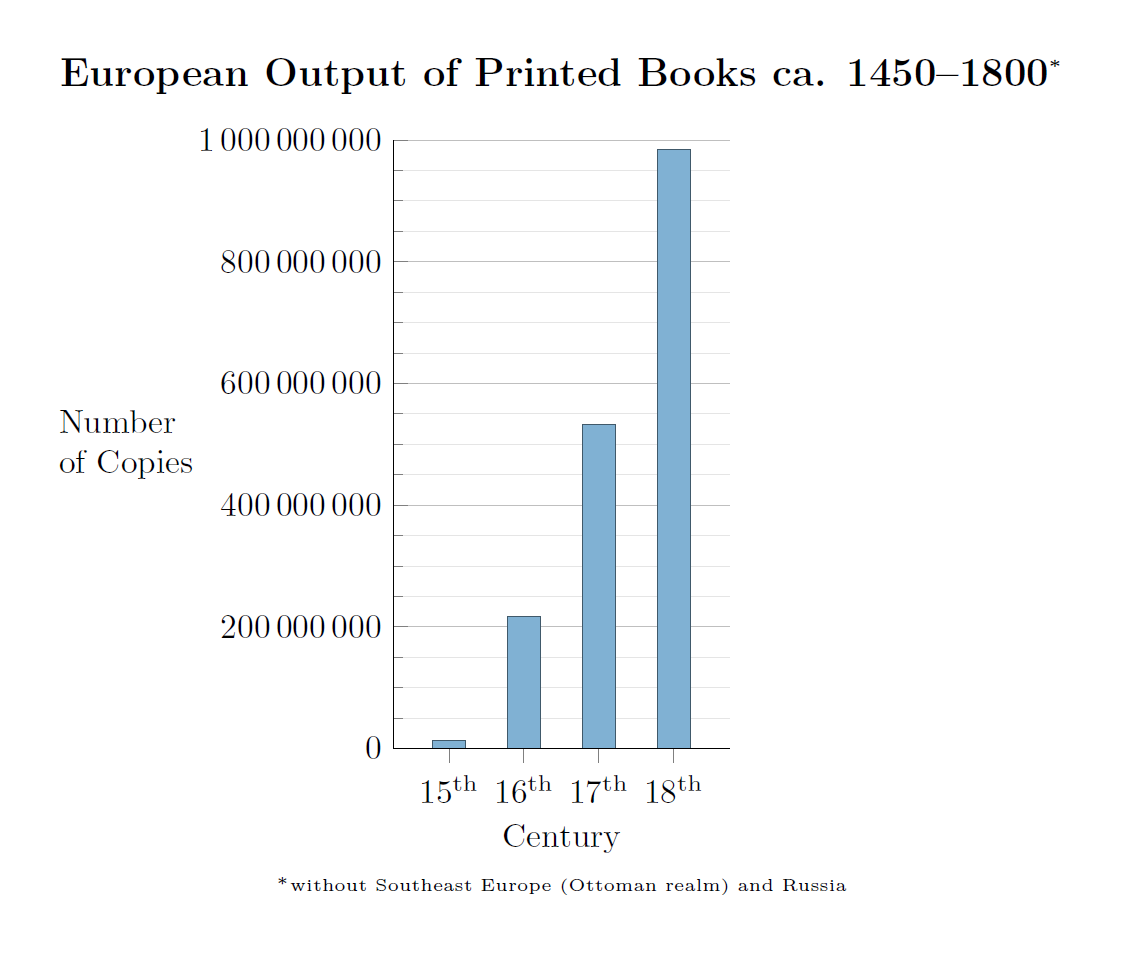
Produzione di libri stampati dal 1450 al 1800

I frutti economici dell'operazione però stavano tardando ad arrivare e per produrre le 180 copie della Bibbia occorsero tre anni. I rapporti tra i due soci divennero tesi e nel 1455 - proprio nel momento in cui le Bibbie venivano completate - Fust pretese la restituzione del prestito e citò Gutenberg in giudizio. La sentenza fu favorevole a Fust, che vide riconosciuto il proprio diritto a riavere indietro i 1600 fiorini prestati (6 novembre 1455). Gutenberg, che non disponeva di tale cifra, fu costretto a cedere a Fust almeno parte dell'attrezzatura per la stampa e i caratteri tipografici per le bibbie.
Fust e Schöffer aprirono una loro officina tipografica. La loro impresa, Fust und Schöffer, raccolse i frutti del buon nome che si era fatto Gutenberg e divenne la prima impresa commercialmente redditizia nella storia della stampa. La tipografia di Fust e Schöffer, che diventarono parenti poiché Schöffer sposò la figlia di Fust, stampò nel 1457 un'edizione del Libro dei Salmi. L'opera presentò nuovi tipi in due altezze e la stampa bicroma dei capilettera.
Gutenberg cercò di continuare la sua attività aprendo a sua volta una tipografia. Alcuni studiosi gli attribuiscono la stampa di altro materiale dopo la prima Bibbia. A ogni modo, nessun'altra sua opera a stampa raggiunse la magnificenza e lo splendore della «Bibbia a 42 linee». Negli anni che seguirono, Magonza visse continui contrasti. Durante uno di questi, nel 1462, il nuovo padrone della città mandò in esilio molti cittadini, tra cui lo stesso Gutenberg. Al suo ritorno scoprì che buona parte delle persone con cui aveva lavorato non avevano fatto rientro; decise quindi di abbandonare l'attività tipografica.
Gutenberg morì sei anni dopo, nel febbraio del 1468.

## Eredità culturale
Si può dire che Gutenberg abbia inventato un intero processo industriale, comprendente:
- i caratteri mobili, forgiati in metallo tenero e fondibile, ottenuti in rilievo da una matrice. Gutenberg usò il punzone degli orefici per creare non il singolo carattere, ma la matrice di una serie di caratteri, secondo il principio della fóndita a ripetizione. Dalla matrice si potevano ricavare, con apposite colature, i caratteri tipografici in quantità, grandezza e qualità desiderate;
- l'inchiostro per i caratteri mobili, con qualità chimiche appropriate ai caratteri in metallo (non più ad acqua, ma utilizzando l'olio);
- il processo di composizione con le relative attrezzature. La principale è il torchio tipografico, modellato sul torchio da vino dei coltivatori renani.

L'idea vincente di Gutenberg fu di sintetizzare strumenti e tecniche che già esistevano e applicarle alla stampa.

## Intitolazioni
A Gutenberg sono dedicati: 
- un museo a Magonza;
- il Progetto Gutenberg, un'iniziativa a carattere internazionale che si propone di digitalizzare tutti i libri stampati o il maggior numero possibile;
- l'Università Johannes Gutenberg di Magonza.
- l'ultimo editor di testo di WordPress, uscito in Italia il 6 dicembre 2018 con la versione 5.0.